# Románia uralkodóinak listája
Az alábbi táblázat a mai Románia történelmi régióinak vezetőit és az egyesült Románia uralkodóit tartalmazza. A történelem folyamán az első román törzsek a 10. században jelentek meg a Kárpátok délkeleti részén, és mintegy kétszáz évvel később kezdett jelentős népesség kialakulni ezeken a vidékeken. Magyarországról domonkos rendi szerzetesek érkeztek a vlachok közé, és megvetették a kereszténység alapjait a későbbi Románia területén. A magyar uralkodók a 13. században Erdély peremvidékein több határmenti ispánságot is szerveztek, amelyek gyakran túlnyúltak a Kárpátok déli vonulatain. Ezek irányításában jelentős szerepet vállaltak a román kenézek.
A szomszédos államalakulatok növekvő befolyása ellen a román törzsek két államot hoztak létre. Az egyik az északkeleti Moldva volt, amely a magyar koronától 1359-ben függetlenítette magát, de később többnyire Lengyelország hűbérese volt. Másrészt a Kárpátok vonulataitól délre létrejött Havasalföld (más néven: Valachia), amelynek vezetői gyakran a magyar uralkodók vazallusai voltak. A történelem folyamán a török befolyás vált egyre erősebbé, és a keresztény hűbérurakat lassan az Oszmán Birodalom váltotta fel. 

A török nyomás engedése után a 19. században egészen idáig elértek a szabadság és a nacionalizmus eszméi. Az 1848-as szabadságharcok itt is a független és egységes román állam megalapításáért törtek ki. 1859-ben Alexandru Ioan Cuza uralma alatt egyesült a két román állam, bár a szomszédos nagyhatalmak ezt korábban szerződésben megtiltották. Ennek mégsem lett komoly következménye, és az Egyesült Fejedelemségek élén Cuza megteremtette a Román Királyságot, amelynek uralkodói egészen a kommunizmus végleges térnyeréséig a területét egyre gyarapító Románia élén álltak. Az első világháború után a két fejedelemséghez csatolták Erdélyt is. Ez a három történelmi régió alkotja a mai Románia legnagyobb részét. Az ország királyai 1947-ig uralkodtak Románián.

## AMoldva–Havasalföld Egyesült Fejedelemségekuralkodói (1862–1881)
| #  | Portré | Uralkodó                                                                              | Regnálás kezdete | Regnálás vége     | Jegyzetek                       |
| -- | ------ | ------------------------------------------------------------------------------------- | ---------------- | ----------------- | ------------------------------- |
| 1. |        | Ő Királyi Fensége Alexandru Ioan Cuza fejedelem (1820. március 20. – 1873. május 15.) | 1862. február 5. | 1866. február 22. | ―                               |
| 2. |        | Ő Királyi Fensége Károly fejedelem (1839. április 20. – 1914. október 10.)            | 1866. május 10.  | 1881. március 15. | 1881-ben királlyá választották. |

## ARomán Királyságuralkodói (1881–1947)
| #    | Portré | Uralkodó                                                              | Regnálás kezdete    | Regnálás vége       | Jegyzetek |
| ---- | ------ | --------------------------------------------------------------------- | ------------------- | ------------------- | --- |
| 1.   |        | őfelsége I. Károly király (1839. április 20. – 1914. október 10.)     | 1881. március 15    | 1914. október 10.   | Károlyt 1866. április 20-án fejedelemmé, 1881-ben királlyá választják |
| 2.   |        | őfelsége I. Ferdinánd király (1865. augusztus 24. – 1927. július 20.) | 1914. október 10.   | 1927. július 20.    | I. Károly unokaöccse |
| 3.   |        | őfelsége I. Mihály király (1921. október 25. – 2017. december 5.)     | 1927. július 20.    | 1930. június 8.     | I. Ferdinánd unokája |
| 4.   |        | őfelsége II. Károly király (1893. október 15. – 1953. április 4.)     | 1930. június 8.     | 1940. szeptember 6. | I. Ferdinánd fia |
| (3.) |        | őfelsége I. Mihály király (1921. október 25. – 2017. december 5.)     | 1940. szeptember 6. | 1947. december 30.  | Másodjára a trónon. 1947. december 30-án a Román Kommunista Párt kiszorította az összes többi pártot a parlamentből, és a szovjet sereg nyomására elérték, hogy Mihály lemondjon trónjáról. Ezzel véget ért a királyság korszaka Romániában. |

## Román királyok házastársainak listája
| #                                            | Portré | Uralkodó                                                                    | Regnálás kezdete  | Regnálás vége     | Jegyzetek                   |
| -------------------------------------------- | ------ | --------------------------------------------------------------------------- | ----------------- | ----------------- | --------------------------- |
| 1.                                           |        | Ő királyi fensége Erzsébet királyné (1843. december 29. – 1916. március 2.) | 1881. március 15. | 1914. október 10. | I. Károly király hitvese    |
| 2.                                           |        | Ő királyi fensége Mária királyné (1875. október 29. – 1938. július 18.)     | 1914. október 10. | 1927. július 20.  | I. Ferdinánd király hitvese |
| Üres (1927. július 20. – 1947. december 30.) |        |                                                                             |                   |                   |                             |

## Lásd még
- Román pátriárkák listája